# Seoul 88
 (juin 2025).
Si vous disposez d'ouvrages ou d'articles de référence ou si vous connaissez des sites web de qualité traitant du thème abordé ici, merci de compléter l'article en donnant les références utiles à sa vérifiabilité et en les liant à la section « Notes et références ».
Seoul 88 est un EP du groupe de rock français Ludwig von 88 sorti en septembre 1988.

## Pistes
1. Sprint
2. Mon cœur s'envole
3. Seoul Bop (In God We Trust)
4. Faux départ
5. Les Athlètes
6. 110m haies
7. Mike Tyson
8. Saut en longueur